# Hapsinotus morenus
Hapsinotus morenus là một loài tò vò trong họ Ichneumonidae.